# Simon Joyner

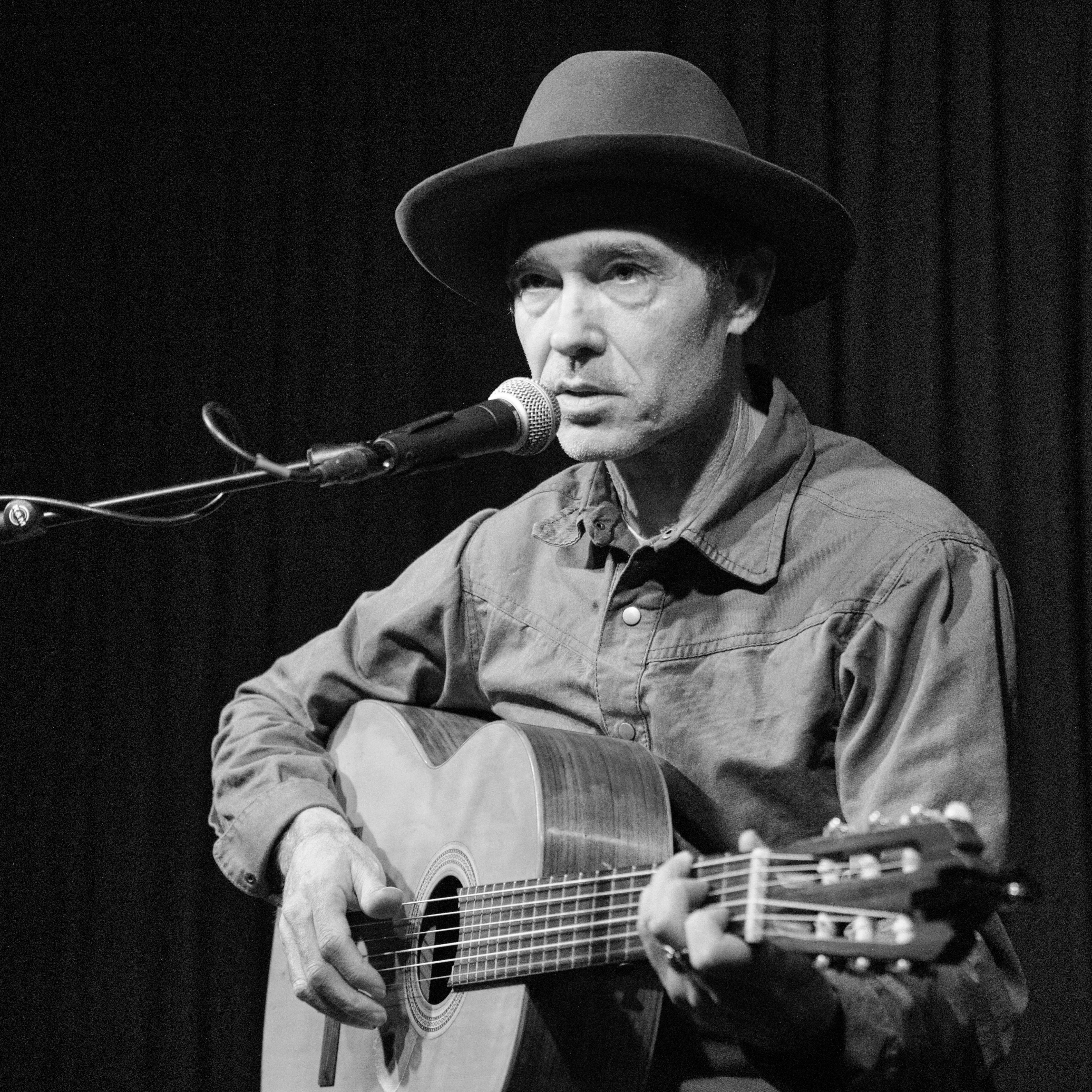
Simon Joyner im club W71, 2025

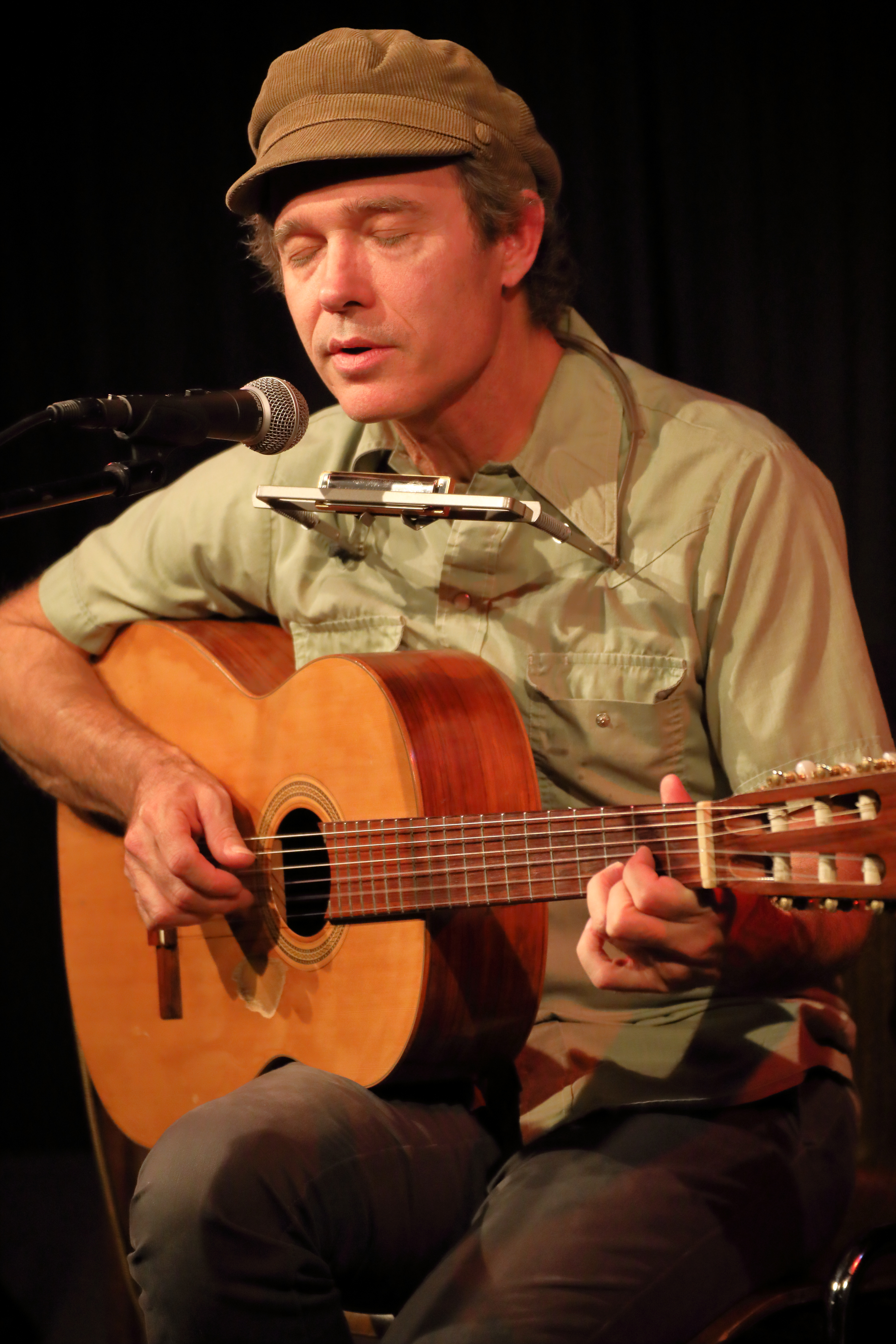
Simon Joyner, 2019

Simon Joyner (* 9. August 1971 in New Orleans) ist ein US-amerikanischer Singer-Songwriter aus Omaha, Nebraska.

## Karriere
Trotz zahlreicher Veröffentlichungen seit 1992 blieb Simon Joyner der große Erfolg beim Publikum bisher weitgehend versagt. Doch nannten ihn Musiker wie Beck, Kevin Morby, Conor Oberst und Gillian Welch als wichtigen Einfluss auf ihre Musik. Er war der Anlass für den sogenannten „John Peel Incident“, als der legendäre britische Radio-DJ John Peel seine eherne Regel, nur einen Titel pro Album zu spielen, brach, sondern gleich Joyners gesamtes drittes Album The Cowardly Traveller Pays His Toll vorstellte. In Deutschland zählt Gisbert zu Knyphausen zu seinen Bewunderern. Um seine Unabhängigkeit zu bewahren, versuchte er nie die Musik zu seinem Beruf zu machen.
Als Simon Joyners Sohn Owen 2022 an einer Überdosis starb verarbeitete er diesen Schicksalsschlag mit dem Album Coyote Butterfly, das 2024 veröffentlicht wurde. Jörg Feyer schrieb im Rolling Stone darüber: „Am Ende weiß man nicht, was verblüffender ist: die formale Meisterschaft dieses Songschreibers oder der Umstand, dass seine Songs einen weniger deprimiert als erleichtert zurücklassen.“

## Stil
Simon Joyners Stil ist angelegt zwischen Alternative Country und Americana. Er ist beeinflusst von den großen amerikanischen Songwritern wie Bob Dylan, Townes Van Zandt oder Leonard Cohen. Er hat eine Vorliebe für das Unperfekte und die Improvisation – auch wenn er im Studio mit einer Band aufnimmt. Über die Aufnahme von Step Into The Earthquake sagte er: „Ich habe ihnen die Lieder erst ganz kurz vor dem Studiotermin gezeigt. Das ist eine Herangehensweise, mit der ich gerne arbeite, wenn ich weiß, dass ich bei den Aufnahmen eines Albums eine komplette Band zur Verfügung habe und ich bin immer sehr glücklich mit den Ergebnissen gewesen. […] Wenn ich zum Beispiel einen Gitarristen habe, der für meine Zwecke eigentlich schon fast zu gut an seinem Instrument ist, dann drücke ich ihm die Lap Steel in die Hand, damit er ein klein wenig außerhalb seiner Wohlfühlzone agiert.“ Karl Bruckmaier sagte über ihn: „Simon Joyner ist wie ein Tropfen Quecksilber, der zu Boden gefallen ist. Schön, schillernd, schwer zu fassen.“

## Diskografie

### Alben (Auswahl)
- 1992: Umbilical Chords
- 1993: Iffy
- 1993: Room Temperature
- 1994: The Cowardly Traveller Pays His Toll
- 1995: Heaven’s Gate
- 1997: Songs for the New Year
- 1998: Yesterday, Tomorrow, And in Between
- 1998: The Christine (EP)
- 1999: The Lousy Dance
- 2001: Hotel Lives
- 2003: Blue Melody (Live from the South)
- 2004: Lost With The Lights On
- 2006: The Skeleton Blues
- 2009: Out Into The Snow
- 2012: Ghosts
- 2015: Grass, Branch & Bone
- 2017: Last Stand Blues (Live at the Barn Deluxxe)
- 2017: Step Into The Earthquake
- 2019: Pocket Moon
- 2022: Songs from a Stolen Guitar

- 2024: Coyote Butterfly